# Otroeda nerina
Otroeda nerina är en fjärilsart som beskrevs av Dru Drury 1782. Otroeda nerina ingår i släktet Otroeda och familjen tofsspinnare. Inga underarter finns listade i Catalogue of Life.